# 1430-й мотострілецький полк (РФ)
1430-й гвардійський мотострілецький полк (1430 мсп, в/ч 95370) — тактичне формування Сухопутних військ Російської Федерації.

## Історія
Створено восени 2022 року з мобілізованих жителів Москви та Московської області.
Влітку та восени 2023 року полк разом із 42-ю гвардійською мотострілецькою дивізією відбивав атаки українських військ у напрямку села Роботине Запорізької області.
25 січня 2024 року полку присвоєно почесне найменування «гвардійський» за масовий героїзм і відвагу, стійкість і мужність, виявлені особовим складом полку в бойових діях із захисту Вітчизни та державних інтересів в умовах збройних конфліктів.